# Marie-Jo Zarb
Marie-Jo Zarb est une parolière, metteuse en scène et productrice française.

## Biographie

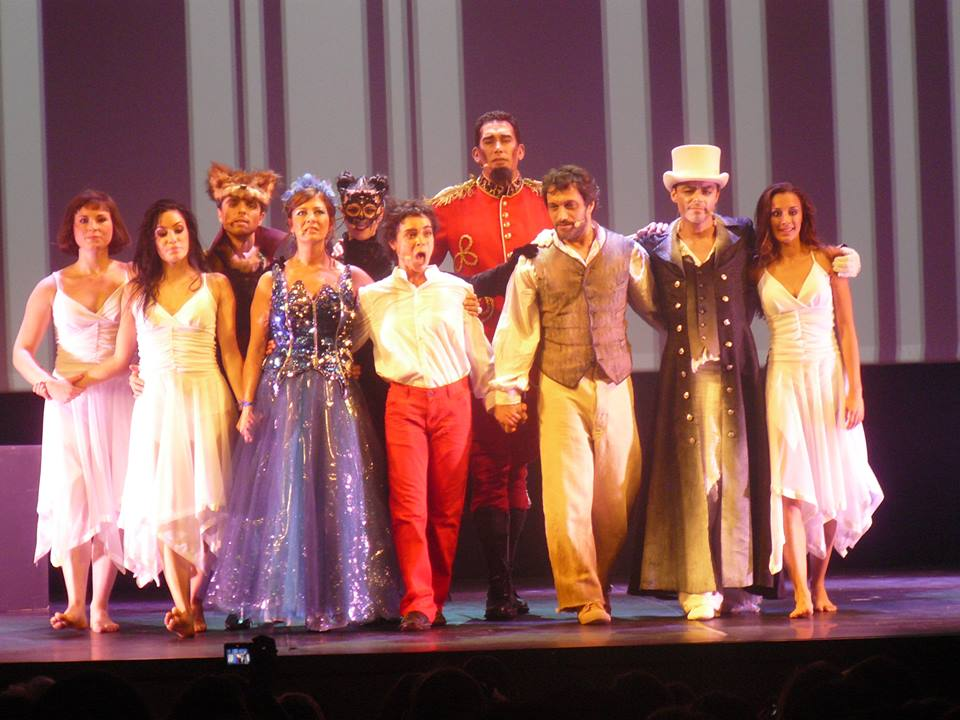
La troupe de Pinocchio (2013)

Après des études de lettres, Marie-Jo Zarb rencontre en 1993 le chanteur Bruno Pelletier pour qui elle écrit plusieurs chansons. Cette première expérience lui permet de collaborer avec le groupe Native puis avec Francis Lai pour le spectacle musical Les Sales Gosses. Elle entre dans la maison de disque Sony et écrit pour Herbert Léonard, Larusso ou les artistes de Sol En Si entre autres,.
En 2000, elle rencontre Pascal Obispo, Lionel Florence, intègre le pôle d'auteurs-compositeurs chez Atletico et écrit notamment pour Jenifer, Patrick Fiori, Lââm, Julie Zenatti, Tina Arena, Patricia Kaas, Florent Pagny,.
Elle travaille à l'adaptation musicale du roman Les Trois Mousquetaires d'Alexandre Dumas lors du premier semestre 2009. Elle est chargée de l'écriture des paroles des titres. Emmanuel Moire, Christophe Beucher et Yann Guillon qui ont déjà travaillé ensemble sont également de ce projet de comédie musicale. Jeanne Deschaux et Serge Tapierman sont les autres têtes pensantes tandis que Bruno Berberes est chargé du casting de ce spectacle prévu au Palais des congrès de Paris dès novembre 2010,. Ce projet est arrêté avant sa concrétisation. Marie-Jo Zarb s'implique dorénavant dans le domaine des comédies musicales.
En 2009, elle participe à l'adaptation française du spectacle musical Zorro, le musical avec Laurent Bàn dans le rôle-titre, puis crée en 2010 sa société de production Aeternalis Music avec Sylvain Bonnet.
Elle siège à la commission des variétés de la Sacem puis anime des ateliers d'écriture à la Music Academy International de Nancy.
En 2013, elle écrit, met en scène et produit Pinocchio, le spectacle musical au théâtre de Paris d'après le roman de Carlo Collodi sur une musique de Moria Némo avec dans les rôles principaux Pablo Villafranca, Nuno Resende, Sophie Delmas et Vanessa Cailhol. Marie-Jo Zarb est nommée aux Prix de la création musicale 2014 pour la chanson Couper les liens.

## Répertoire exhaustif de collaborations
- 1995 : Je n'attends plus demain, Lié par le sang, Pris au piège, En manque de toi, Ailleurs c'est comme ici - Bruno Pelletier[15]
- 1995 : Sans différences, sans contre-jour - Album Sol En Si
- 1998 : Regarde-moi, Une autre histoire - Herbert Léonard
- 1999 : Vivre sa vie, S'en aller, Personne n'est à personne - Bruno Pelletier
- 1999 : Rien ne peut séparer, Si le ciel, Come back to me - Larusso
- 2000 : Matin de blues, Saoul de mes dessous - Gunvor
- 2000 : Juste une raison encore - Patrick Fiori
- 2000 : Tout s'en va, Pour y croire encore - Julie Zenatti
- 2001 : On n'oublie pas d'où l'on vient - Florent Pagny et Pascal Obispo
- 2001 : Laissez nous croire, Jamais Jamais, Que l'amour nous garde, Une vie ne suffit pas - Lââm
- 2001 : Juste pour quelqu'un, Après, Tout le monde pleure - Pablo Villafranca
- 2001 : Si je ne t'aimais pas - Tina Arena
- 2002 : On s'en va - Cristina Marocco
- 2002 : Tant qu'il nous reste - Cylia
- 2002 : Là où tu rêves - Jenifer
- 2002 : Les diamants sont solitaires, Grandir c'est dire je t'aime - Natasha St-Pier
- 2003 : J'avais quelqu'un, Quand aimer ne suffit pas - Natasha St-Pier
- 2003 : Je regarde là-haut - Thierry Amiel
- 2003 : Jure-moi, Être une femme - Nolwenn Leroy
- 2003 : Tant que tu vis - Patrick Fiori / Solidarité inondations[16]
- 2003 : Tu pourras dire - Patricia Kaas
- 2004 : Grandir c'est te dire que je t'aime - Natasha St-Pier
- 2004 : Tu m'as donné - Laetizia
- 2005 : Tant que tu es - Daniel Lévi
- 2006 : Je peux tout quitter - Natasha St-Pier
- 2006 : J'irai chanter - Nouvelle Star
- 2008 : Tu pourras dire - Tina Arena
- 2008 : Des funambules - Murray Head
- 2010 : La vie n'attend pas - Myriam Abel
- 2012 : Peut-être - Bruno Pelletier
- 2012 : Te revoir - George Perris
- 2013 : Ça me suffira, L'amour à mort, Après la passion - Lisa Angell
- 2016 : Changer de vie - Grégory Turpin

## Spectacles musicaux
- 1996 : Les sales gosses de Francis Lai
- 2009 : Zorro, le musical de Stephen Clark, adaptation d'Éric Taraud et Marie-Jo Zarb, mise en scène Christopher Renshaw, musique Gipsy Kings - Folies Bergère
- 2011 : 80 jours : Un pari est un pari de Marie-Jo Zarb et Guillaume Ségouin (mise en scène Guillaume Ségouin et Raphaël Kaney Duverger ) - Zénith d'Orléans
- 2013-2014 : Pinocchio, le spectacle musical de Marie-Jo Zarb - Théâtre de Paris, tournée
- 2015-2016 : Aladin, faites un vœu ! de David Rozen et Marie-Jo Zarb - Comédia, tournée[17]
- 2021-2022 : Merlin – La Légende Musicale de et mise en scène Marie-Jo Zarb, musique d'Erik Sitbon - Folies Bergère[18]

## Musique de film
- 2002 : The Biggest Fan de Michael Criscione

## Distinction

### Nomination
- 2014 : Prix de la création musicale originale pour un spectacle : Couper les liens : extrait de Pinocchio, le spectacle musical